# 근로복지공단 안산병원
근로복지공단 안산병원(勤勞福祉公團 安山病院)은 시화지역 공업단지 근로자에 대한 의료제공과 산업 재해 및 직업성 질환의 치료를 위해 설립된 고용노동부 산하 근로복지공단에서 운영하는 직영병원이다.

## 연혁
- 1985년 5월 21일 : 반월병원 신축 개원
- 1994년 1월 1일 : 안산중앙병원으로 개명
- 2010년 4월 근로복지공단 안산산재병원으로 개명
- 2014년 7월 1일 : 근로복지공단 안산병원으로 변경

## 조직
병원장
- 진료지원팀

### 진료부원장
- 진료 각 과
- 진단검사의학팀
- 영상의학팀
- 약제팀
- 간호부
- 건강관리센터

### 행정부원장
- 원무팀
- 경영기획팀

### 재활전문센터
- 재활의학과
- 재활치료팀